# Blanche d'Alessandri-Valdine
Anne Stéphanie Françoise Blanche Rostain, dite Blanche d'Alessandri-Valdine, née à Marseille le 7 mai 1862 et morte à Paris 9e le 19 juillet 1948, est une danseuse connue comme La Valdine et professeure de danse française.

## Biographie
Elle fait ses débuts professionnels, encore enfant, dans la production londonienne de L'Enfant et les Bijoux de l'Opéra de Paris à Covent Garden, en 1871. Elle apparaît ensuite à 17 ans en tant que soliste au Grand Théâtre de Marseille en 1879, où ses rôles incluent Myrthe et Giselle.
Elle se marie en 1879 au premier danseur et maître de ballet Michel Ange d'Alessandri,.
Elle déménage à Genève avec son mari, et joue au Grand Théâtre de Genève.
Elle met  fin sa carrière en raison d'une blessure au genou lors d'une tournée à la Nouvelle-Orléans en 1879 et ouvre un cours de danse à Paris dans un studio, rue Henry-Monnier, dans le quartier de Pigalle,.

## Créations, interprétations
- Giselle

## Élèves notables
Par ordre chronologique des naissances : 
- Anna Johnson (1885-1975)
- Jeanne Schwarz (en) (1887-1970[8])
- Camille Bos (1899-1976)[8]
- Mona Païva[8]
- Emma Magliani
- Solange Schwarz (1910-2000[8])
- Lucette Destouches (1912-2019[6],[9])
- Lycette Darsonval (1912-1996[10])
- Olga Adabache (es) (1918)
- Serge Perrault (1920-2014[6])
- Ludmila Tcherina (1924-2004[11])
- Liane Daydé (1932-2022[12])